# Tjelkesjaure
Tjelkesjaure är en sjö i Arjeplogs kommun i Lappland och ingår i Umeälvens huvudavrinningsområde. Sjön har en area på 0,921 kvadratkilometer och ligger 653,1 meter över havet. Tjelkesjaure ligger i Laisälven Natura 2000-område.

## Delavrinningsområde
Tjelkesjaure ingår i det delavrinningsområde (734221-154338) som SMHI kallar för Utloppet av Tjelkesjaure. Medelhöjden är 721 meter över havet och ytan är 9,81 kvadratkilometer. Det finns inga avrinningsområden uppströms utan avrinningsområdet är högsta punkten. Vattendraget som avvattnar avrinningsområdet har biflödesordning 6, vilket innebär att vattnet flödar genom totalt 6 vattendrag innan det når havet efter 424 kilometer. Avrinningsområdet består mestadels av skog (51 procent), sankmarker (15 procent) och kalfjäll (22 procent). Avrinningsområdet har 1,02 kvadratkilometer vattenytor vilket ger det en sjöprocent på 10,4 procent.